# Daniel da Silva
Daniel da Silva, noto semplicemente come Daniel (San Paolo, 27 maggio 1973), è un ex calciatore brasiliano, di ruolo difensore.